# GSC3201-227
GSC3201-227 — хімічно пекулярна зоря спектрального класу B9, що має видиму зоряну величину в смузі V приблизно 10,2.

## Пекулярний хімічний склад
Зоряна атмосфера GSC3201-227 має підвищений вміст 
Si
.